# Josef Rack
Josef Rack (cca 1802 – 11. prosince 1887 Vídeň) byl rakouský soudce a politik německé národnosti z Korutan, během revolučního roku 1848 poslanec Říšského sněmu.

## Biografie
Roku 1849 se uvádí jako Joseph Rack, apelační rada v Klagenfurtu.
Během revolučního roku 1848 se zapojil do veřejného dění. Ve volbách roku 1848 byl zvolen i na ústavodárný Říšský sněm. Zastupoval volební obvod Sankt Andrä. Tehdy se uváděl coby apelační rada. Řadil se ke sněmovní pravici.
Později působil jako dvorní rada na Nejvyšším soudním a kasačním dvoře. Zemřel v prosinci 1887 ve Vídni ve věku 85 let. Poslední rozloučení se konalo ve vídeňském kostele svatého Michala, tělo pak mělo být převezeno k uložení do hrobu v Sankt Agnes u Völkermarktu.